# الپویچ
الپویچ (به فرانسوی: Alpuech) یک کامین در فرانسه است که در Canton of Sainte-Geneviève-sur-Argence واقع شده‌است.

## خصوصیات
الپویچ ۱۴٫۸۸ کیلومترمربع مساحت و ۸۲ نفر جمعیت دارد و ۱٬۰۸۲ متر بالاتر از سطح دریا واقع شده‌است.